# Kam Chancellor
Kameron Darnel „Kam“ Chancellor (* 3. April 1988 in Norfolk, Virginia) ist ein ehemaliger US-amerikanischer American-Football-Spieler auf der Position des Safetys, der für die Seattle Seahawks in der National Football League (NFL) spielte.
Chancellor spielte College Football an der Virginia Tech, bevor er von den Seahawks in der 5. Runde des NFL Draft 2010 ausgewählt wurde. Er wurde vier Mal in den Pro Bowl gewählt und gewann mit den Seahawks den Super Bowl XLVIII. Er war Mitglied der Legion of Boom.

## Frühe Jahre
Chancellor wuchs in Norfolk, Virginia auf und besuchte die Matthew Fontaine Maury High School, wo er neben Basketball auch American Football als Quarterback und Safety spielte. In seinem letzten Schuljahr konnte er mehr als 2.000 geworfene und 500 gelaufene Yards für sich verbuchen und führte seine Mannschaft zu zehn Siegen bei zwei Niederlagen. Er wurde zum Most Valuable Player (MVP) seines Teams und in mehrere Mannschaften des Jahres gewählt. Bei der Bewertung der Highschool-Spieler für College Football wurde er auf der Liste der größten Talente Virginias an Position 21 geführt.

## College
Chancellor besuchte ab 2006 die Virginia Tech, um Bildungsforschung zu studieren. Er trainierte zuerst als Quarterback, bevor er noch vor Saisonbeginn zum Cornerback umfunktioniert wurde. Als Freshman kam er in allen 13 Spielen zum Einsatz und ihm gelangen dabei neun Tackles, zwei verhinderte Pässe und eine Interception.
2007 war er Stammspieler als Strong Safety und kam außerdem in den Special Teams zum Einsatz. In 14 Spielen hatte er 79 Tackles, sieben verteidigte Pässe und eine Interception.
Vor der Saison 2008 wechselte er zum dritten Mal am College die Position und spielte als Free Safety. Wieder kam er in allen 14 Spielen zum Einsatz und verbuchte 52 Tackles, zwei Interceptions, fünf verteidigte Pässe, sieben geblockte Pässe, zwei eroberte und ein erzwungenes Fumble. Nach der Spielzeit entschied er sich gegen eine Teilnahme am NFL Draft 2009 und blieb für ein weiteres Jahr an der Virginia Tech.
CBS Sports bewertete Chancellor vor dem Draft 2010 als drittbesten aller 126 Free Safeties und werteten ihn als Drittrundenpick – gewählt wurde er schließlich in der fünften Runde. Sein Defensive-Backs-Coach am College sagte über ihn, dass er das Potenzial zum besten Safety in der Geschichte der Virginia Tech (greatest safety in Virginia Tech history) habe.
Als sein Vorbild bezeichnete er Sean Taylor, den ehemaligen Safety der Washington Redskins, auf Grund der ähnlichen Körpergröße, welche eher untypisch für diese Position ist.

## NFL
Kam Chancellor wurde im NFL Draft 2010 von den Seattle Seahawks in der fünften Runde als 133. Spieler ausgewählt. In seiner Rookie-Saison war er kein Stammspieler, kam aber in allen 16 Spielen zum Einsatz.
Die Saison 2011 begann Chancellor als Starting-Strong-Safety und ersetzte den Routinier Lawyer Milloy. Er zeigte starke Leistungen und verbuchte die zweitmeisten Tackles und Interceptions im Team. Dies verschaffte ihm einen Platz im Pro Bowl 2012.
2012 gelang ihm mit 101 Tackles in 16 Spielen eine Karriere-Bestleistung. Mit seinem Team erreichte er die Play-offs und schied in den Divisional-Play-offs gegen die Atlanta Falcons aus.

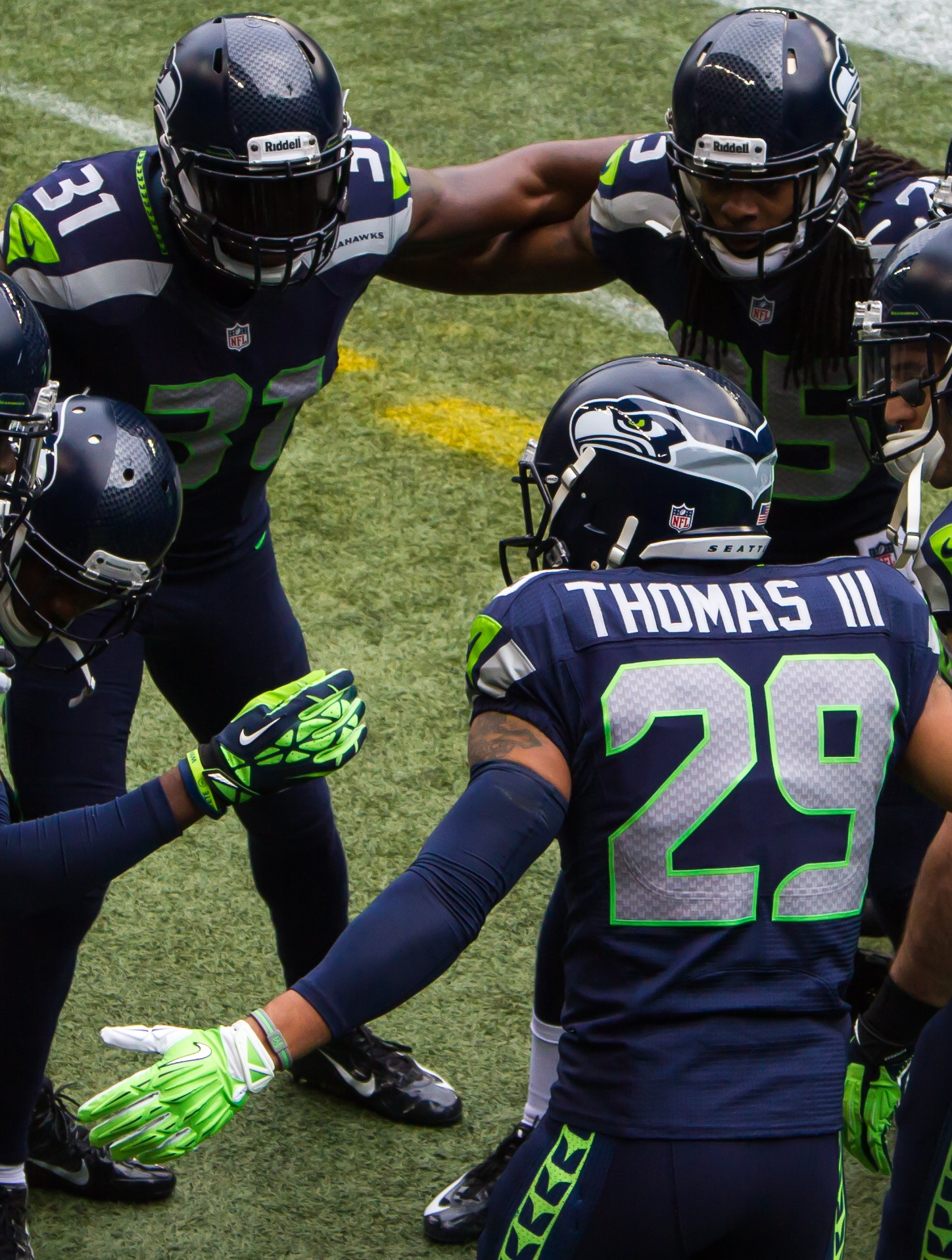
Chancellor (#31) und die Legion of Boom

Vor der Saison 2013 verlängerte er für 28 Millionen US-Dollar seinen Vertrag bis 2017. In derselben Spielzeit wurde er wieder für den Pro Bowl nominiert, erreichte mit Seattle den Super Bowl XLVIII und konnte mit einer Interception und neun Tackles zum deutlichen 43:8-Sieg über die Denver Broncos beitragen.
In der Saison 2014 bestätigte Chancellor seine guten Leistungen und wurde zum dritten Mal in den Pro Bowl gewählt. Mit den Seahawks erreichte er den Super Bowl XLIX. Obwohl er sich wenige Tage vor dem Spiel einen Kreuzbandriss zuzog, absolvierte er den Großteil des Endspiels, welches er mit Seattle knapp mit 24:28 gegen die New England Patriots verlor.
Im Jahr 2015 äußerte Chancellor seine Unzufriedenheit mit seinen Vertragsbedingungen, pokerte deswegen um eine vorzeitige Vertragsverlängerung und verweigerte Trainings- und Spielbetrieb. Daher verpasste er die ersten beiden Spiele, die die Seahawks beide verloren. Nach seiner Rückkehr ins Team beendete Seattle die Saison mit 10:6 und erreichte über eine Wild-Card die Play-offs. In der Divisional Round unterlag man den Carolina Panthers mit 24:31. Chancellor wurde in der Saison erneut in den Pro Bowl berufen.
In der Saison 2016 erreichte Chancellor 47 Tackles and 2 Interceptions. Er wurde von den NFL-Spielern auf Rang 34 unter den Top 100 der Saison gewählt.
Am 1. August 2017 unterzeichnete Chancellor einen Dreijahresvertrag über 36 Millionen US-Dollar, davon wurden 25 Millionen Dollar garantiert. Nachdem er in Woche 10 eine schwere Halsverletzung erlitt, fiel er für den Rest der Saison aus. Dennoch wurde er in den Pro Bowl als Ersatz-Safety berufen.
Am 1. Juli 2018 gab Chancellor seinen verletzungsbedingten Rücktritt vom Profisport bekannt. Er blieb aber auf dem Roster, da sein Vertrag ihm 6,8 Millionen Dollar für 2018 und eine Verletzungsentschädigung von 5,2 Millionen Dollar für 2019 garantierte. Am 9. Mai 2019 wurde er auf Grund eines nicht bestandenen medizinischen Checks entlassen.

## Spielstil
Kam Chancellor war zu seiner aktiven Zeit mit 191 cm Körpergröße bei einem Gewicht von 105 kg einer der größten und schwersten Safeties der NFL. Er galt als einer der härtesten Tackler der NFL (one of the NFL's hardest hitters), wobei ihm das fast ausschließlich mit regelkonformen Mitteln gelang. In Kombination mit dem kleineren, wendigen Free Safety der Seahawks, Earl Thomas, bildete er eines der besten Safety-Duos in der NFL.